# Patrick Faber
Patrick Franciscus Maria Faber (* 7. Mai 1964 in ’s-Hertogenbosch) ist ein ehemaliger niederländischer Hockeyspieler, der bei den Olympischen Spielen 1988 die Bronzemedaille gewann, im Jahr zuvor war er Europameister.

## Sportliche Karriere
Faber bestritt 27 Länderspiele für die niederländische Nationalmannschaft.
Bei der Europameisterschaft 1987 in Moskau belegten die Niederländer in der Vorrunde den zweiten Platz hinter der englischen Mannschaft. Im Finale trafen die beiden Mannschaften erneut aufeinander und die Niederländer gewannen nach Siebenmeterschießen. Bei den Olympischen Spielen 1988 in Seoul belegten die Niederländer in der Vorrunde den zweiten Platz hinter den Australiern. Im Halbfinale unterlagen die Niederländer der deutschen Mannschaft mit 1:2. Da auch die Australier ihr Halbfinale gegen die Briten verloren, trafen die Australier und die Niederländer im Spiel um den dritten Platz erneut aufeinander. Die Niederländer gewannen mit 2:1. Faber wurde nur im Vorrundenspiel gegen Kenia und im Spiel um den dritten Platz eingesetzt.
Faber spielte beim Verein Haagsche Delftsche Mixed in Den Haag.